# George Town (Isole Cayman)
George Town o Georgetown è una cittadina di circa  40 000 abitanti sita sull'isola di Grand Cayman, capitale delle Isole Cayman, territorio britannico d'oltremare.

## Geografia fisica
La città è sita ad ovest dell'isola di Grand Cayman, sul Mar dei Caraibi.

## Infrastrutture e trasporti
La città, come tutta l'isola di Grand Cayman, è servita dall'Aeroporto Internazionale Owen Roberts.

## Economia
La città è il centro economico e finanziario del paese, contando la presenza di oltre 600 banche. Essa ha inoltre un cantiere per navi da crociera, un molo di carico ed un grande centro commerciale.